# 臚濱縣
胪滨县，中华民国旧县名。
1913年由胪滨府裁府改县，治所在满洲里（今内蒙古自治区满洲里市）。1942年撤销，改置满洲里市。抗日战争结束后，国民政府重置胪滨县，属兴安省。